# Adam Inczèdy-Gombos
Adam Tibor Jenö Inczèdy-Gombos, född 5 januari 1940 i Budapest, Ungern, död 20 juli 2020 i Säters distrikt, Dalarnas län, var en svensk fotograf, författare, översättare och skådespelare.
Tillsammans med Åsa Moberg och Eva Gothlin översatte han den första oavkortade svenska versionen av Det andra könet. Tillsammans med Moberg skrev han också en bok om sitt liv med bipolär sjukdom, Adams bok.
Han var från 1960-talet till 1980-talet sambo med skådespelaren Monica Nielsen (född 1937), tillsammans fick de döttarna Petra Nielsen (född 1965) och Paula Nielsen (född 1967). Åren 1990–2002 var han sedan sambo med författaren Åsa Moberg (född 1947).

## Översättningar (urval)
- Simone de Beauvoir: Mandarinerna (Les mandarins) (översatt tillsammans med Åsa Moberg, Norstedt, 1992)
- Claudine Monteil: Söndagarna med Simone: en rebellflickas memoarer (Simone de Beauvoir: le mouvement des femmes) (Atlas, 2001)
- Catherine Millet: Catherine M:s sexuella liv (La vie sexuelle de Catherine M) (översatt tillsammans med Åsa Moberg, Norstedt, 2002)
- Simone de Beauvoir: Det andra könet (Le deuxième sexe) (översättning: Adam Inczèdy-Gombos & Åsa Moberg i samarbete med Eva Gothlin, Norstedt, 2002)
- Marie-France Hirigoyen: Vardagens osynliga våld: om mobbning och psykiska trakasserier (Le harcèlement moral) (översatt tillsammans med Åsa Moberg, Natur och kultur, 2003)

## Filmografi
- 1968 – I huvet på en gammal gubbe
- 1972 – Tårtan (TV-serie)